# Schulzeria
Schulzeria is een geslacht van schimmels behorend tot de familie Agaricaceae. De typesoort is Schulzeria rimulosa.

## Soorten
Volgens Index Fungorum telt het geslacht 15 soorten (peildatum januari 2023):
| Soortnaam                | Auteur(s)      | Publicatiejaar |
| ------------------------ | -------------- | -------------- |
| Schulzeria alba          | Rick           | 1961           |
| Schulzeria candida       | Beeli          | 1933           |
| Schulzeria echinulata    | Beeli          | 1933           |
| Schulzeria fragilis      | Beeli          | 1933           |
| Schulzeria goossensiae   | Beeli          | 1927           |
| Schulzeria gracilenta    | Beeli          | 1927           |
| Schulzeria granulata     | Szem.          | 1930           |
| Schulzeria lignicola     | Beeli          | 1933           |
| Schulzeria lycoperdoides | Cooke & Massee | 1903           |
| Schulzeria mammosa       | Rick           | 1961           |
| Schulzeria nivea         | Beeli          | 1927           |
| Schulzeria pellucida     | Massee         | 1914           |
| Schulzeria pluteoides    | Rick           | 1961           |
| Schulzeria sulfurea      | Beeli          | 1933           |
| Schulzeria velutina      | Beeli          | 1933           |